# Emelie
Emelie ist ein weiblicher Vorname.

## Herkunft und Bedeutung
Bei Emelie handelt es sich um eine schwedische, weibliche Variante von Aemilius.

## Verbreitung
In Schweden zählte Emelie in den 1990er Jahren noch zu den 20 meistvergebenen Mädchennamen. Nach der Jahrtausendwende sank seine Popularität. Seit 2015 zählt der Name nicht mehr zur Top-100 der Vornamenscharts.
In Deutschland wurde der Name Emelie zwischen 2010 und 2021 etwa 6500 Mal als erster Vorname vergeben. In den Namenstatistiken wird er gemeinsam mit Emely und Emmely behandelt und belegte so im Jahr 2021 Rang 111 der Hitliste, jedoch trugen nur etwa 36 % der Namensträgerinnen die Schreibweise Emelie.

## Namensträgerinnen
- Emelie Almesjö (* 1990), schwedische Fußballtorhüterin
- Emelie Berggren (* 1982), schwedische Eishockeyspielerin
- Emelie Forsberg (* 1986), schwedische Athletin (Traillauf, Berglauf und Skibergsteigen)
- Emelie Garbers (* 1982), schwedische Theater- und Filmschauspielerin
- Emelie Hollow (* 1998), norwegische Sängerin und Songwriterin
- Emelie Kundrun (* 1996), deutsche Schauspielerin
- Emelie Larsson (* 1987), schwedische Biathletin
- Emelie Lindström (* 1986), schwedische Unihockeyspielerin
- Emelie Lundberg (* 1993), schwedische Fußballtorhüterin
- Emelie Nyman-Wänseth (* 1998), schwedische Dreispringerin und Siebenkämpferin
- Emelie Öhrstig (* 1978), schwedische Skilangläuferin und Radsportlerin
- Emelie Ölander (* 1989), schwedische Fußballspielerin
- Emelie Wikström (* 1992), schwedische Skirennläuferin

Künstlername
- Nanne Emelie (* 1979), dänische Sängerin